# Ozola pausteria
Ozola pausteria là một loài bướm đêm trong họ Geometridae.